# 1167

## Události
- v Saint-Félix katarské náboženské shromáždění za účasti zástupců šesti západních katarských církví, předsedou Nikétas

## Narození
- 16. dubna – Fridrich V., švábský vévoda, přední účastník a velitel třetí křížové výpravy († 1191)

## Úmrtí
- 12. dubna – Karel VII., švédský král (* asi 1130)
- 14./15. srpna – Děpolt I., český princ a zakladatel šlechtického rodu Děpolticů (* 1120/25)
- 10. září – Matylda Anglická, římská císařovna jako manželka Jindřicha V., matka anglického krále Jindřicha II. (* 7. února 1102)
- ? – Klementina Zähringenská, saská a bavorská vévodkyně (* po 1001)
- ? – Eufrosina Polocká, běloruská světice (* 1104)

## Hlavy států
- České království – Vladislav II.
- Svatá říše římská – Fridrich I. Barbarossa
- Papež – Alexandr III.
- Anglické království – Jindřich II. Plantagenet
- Francouzské království – Ludvík VII.
- Polské knížectví – Boleslav IV. Kadeřavý
- Uherské království – Štěpán III. Uherský
- Sicilské království – Vilém II. Dobrý
- Kastilské království – Alfonso VIII. Kastilský
- Rakouské vévodství – Jindřich II. Jasomirgott
- Skotské království – Vilém Lev
- Byzantská říše – Manuel I. Komnenos